# Теория эмерджентных циклических уровней существования по Грейвсу
Эмерджентные циклические уровни существования по Грейвсу (теория Е-С или ECLET) — представляют собой теорию развития взрослого человека за основу которой профессором психологии Юнион-колледжа Клэрэм У. Грейвсем были использованы экспериментально полученные данные. Теория представляет собой независимый набор уровней и используется для определения спиральной динамики и других управленческих и философских систем.

## История наименований
Грейвс в своих работах на протяжении всей жизни использовал различные названия для теории, начиная от универсального — Уровни человеческого существования, которое было упомянуто в его наиболее ранней работе и заканчивая комплексными наименованиями, такими как: Эмерджентные циклические, феноменологические, экзистенциальные уровни двухспиральной концепции определения поведения взрослого человека (1978) и «Эмерджентная циклическая двухспиральная модель биопсихосоциального поведения взрослого человека» (1981).
В своей посмертно изданной книге «Бесконечные поиски» Грейвс назвал главу так, как она представляет собой теорию — «Эмерджентная циклическая модель». Более того, он неоднократно использовал сокращенные формы фраз «эмерджентная циклическая концепция» («E-C-концепция») и «эмерджентная циклическая теория» («E-C-теория») на протяжении всей последующей главы, описывающей подтверждение его теории.
Тем не менее, фраза «уровни существования» представляет собой более известную часть, кроме того она использовалась в заголовке рецензируемой статьи «Journal of Humanistic Psychology» от 1970 года. Она была единственной академической публикации в области психологии, которую Грейвс опубликовал при жизни (однако, он также выступал и на научных конференциях).
Сам же Грейвс считал уровни не присущими своей теории свойствами, поэтому в данной статье приняты следующие определения:
- эмерджентная циклическая теория (теория E-C) используется как понятие для самой теории
- уровни существования относятся к независимому набору уровней, определённых теорией
- Теория Грейвса, размышление Грейвза или ECLET используются, когда чрезмерная точность не требуется или когда необходимо упомянуть всю работу целостно.

С точки зрения типографии, в книге «Бесконечные поиски» буквы располагаются непосредственно рядом друг с другом (AN), а в данной статье используется изменённая пара букв, написанная через дефис (A-N). Данная форма была использована Грейвсем в его неиспользованных рукописях от 1977 года. Грейвс как до, так и после упоминания своих рукописей писал с дефисом и без него. Тем не менее, в том же источнике «E-C», описывающее «эмерджентную цикличность», всегда пишется через дефис.

## Мотив и планирование эксперимента
Грейвс начал свою работу, когда дал ответы на вопросы своих учеников относительно того, какая из различных противоречивых психологических теорий верна. Вместо того, чтобы строить гипотезу о том, как можно примирить конфликтующие системы, Грейвс изложил несколько открытых идей и увидел, какие закономерности можно получить из его данных. Даже несмотря на то, что в то время данный подход не был использован повсеместно, позже они стали известны как «восхождение к теории» и индуктивный «тематический анализ».

Грейвс, чтобы поставить свои эксперименты, определил ряд вопросов:

1. Что представляет собой природа и определение концепции психологической зрелости у биологически зрелого человека в биологически зрелом обществе, который является разумным, но относительно неискушенным в плане психологических знаний вообще и теории личности в частности?
2. Что произойдет с описанием поведения взрослого человека, когда испытуемый столкнется с критикой своей точки зрения в свой адрес со стороны сверстников, которые также определили свою собственную концепцию психологически зрелого поведения?
3. Что произойдет с концепцией испытуемого о поведении зрелого человека, когда ему будет поручено задание сравнить и оценить свою концепцию психологически взрослого человека с подобной концепцией, разработанной авторитетными исследователями в этой области?
4. Каково будет количество, а также, если это произойдет, то на какие категории поделятся концепции зрелой человеческой личности в рамках разумного, биологически зрелого общества?
5. Если концепции были классифицированы, то как они соотносятся структурно и функционально друг с другом?
6. Если концепции были классифицированы, то как люди, которые были разделены на классы, сравниваются в поведении в рамках наблюдаемой квазиэкспериментальной ситуации и в повседневной жизни?
7. Если концепции были классифицированы, то как люди, попадающие в один класс, соотносятся с людьми, попадающими в другие классы, по стандартизированным психологическим инструментам?

Данные вопросы привели его к разработке эксперимента, состоящего их четырёх этапов, в ходе которого были собраны необходимые данные от его студентов-психологов и других людей, участвующих в эксперименте. Его первое исследование, проведенное между 1952 и 1959 годами, проводилось над группой из примерно 1065 мужчин и женщин в возрасте от 18 до 61 года и без иной особой специфики. Дополнительные исследования проводились на протяжении последующих двенадцати лет.

### Первый этап: Эссе о личных концепциях взрослого человека.
Студентам Грейвса во время занятий по «Нормальная психология» было предложено разработать свою собственную концепцию психологически зрелого взрослого человека. В группу входили следующие испытуемые: студенты мужчины дневного обучения, аспиранты-специалисты в области подготовки учителей и организации производства, а также студенты-заочники. На написание эссе было дано 4 недели, а в это время для большего информирования на занятиях были затронуты темы о природе личности и соответствующем поведении человека.

Студенты Грейвса не знали, что их эссе потребуется для последующего исследования и поэтому им сказали, что они будут оцениваться, а для оценки использоваться следующие критерии:

1. Широта охвата понимания человеческого поведения.
2. Согласованность эссе с установленным психологическим фактом.
3. Внутренняя непротиворечивость концепции.
4. Возможность применения концепции.

Далее студенты были разделены на небольшие группы в который в течение 4 недель они представляли свои концепции и оценивали с критикой другие, после чего студентам была дана возможность окончательно изложить свою концепцию или в существующем, или в новом, изменённом под воздействием критикой, варианте. Все это представляло собой способ оценить реакцию студентов на критику. На последнем этапе группе было поручено задание изучить уже существовавшие концепции о зрелой личности, описанные в профессиональной психологической литературе, на протяжении 4 недель. После чего студентам опять был дан выбор или изменить, или оставить собственную концепцию. Здесь исследователями изучались способности студентов противостоять власти авторитета. Грейвс наблюдал за студентами, работающими в небольших группах, без их ведома на столько, на сколько позволяло оборудование и более того разговаривал со ними лично на каждом этапе эксперимента.

### Второй этап: Классификация эссе
Грейвс каждый год нанимал от 7 до 9 новых исследователей, которые ничего не знали об эксперименте, но им было сказано следующее:
После того, как вы исследуете написанные концепции о зрелой личности, распределите их по категориям так, чтобы их (категорий) было наименьшее количество, но только в том случае, если сможете их классифицировать. Подгонка концепций под категории неприемлема. Если есть некоторые концепции, которые, по вашему мнению, не подходят ни к одной категории, определите их как не поддающиеся классификации.
Каждый исследователь изначально классифицировал концепции самостоятельно, а уже после все концепции были распределены по группам на основании единого решения всех исследователей. Эссе, по решению которых не было единого согласия, были определены как не поддающиеся классификации.

### Третий этап: Наблюдение за поведением групп людей со схожими концепциями.
Грейвс преподавал Психологию труда, Экспериментальную психологию, а также Психопатологию и большая часть его студентов, принимавших участие в эксперименте на Первом этапе, к Третьему этапу уже изучили один из указанных предметов, но уже после сдачи Нормальной психологии. Группы студентов, изучавших тот или иной предмет, были сформированы так, что внутри каждой из них находились студенты, которые, к их неведению, подпадали под одну и ту же классификацию по их эссе зрелости личности. Студенты, которые не принимали участие на Первом этапе эксперимента, тоже были сгруппированы. Грейвс позже охарактеризовал эту группу как обеспечивающую эффект «умеренного контроля». Студентам, изучавших Психологию труда и Экспериментальную психологию, были предложены особые проблемы, которые предстояло решить, в то время как учащимся Психопатологии было дано множество различных типовых психологических тестов, которые представляют собой стандартную практику занятий. Грейвс наблюдал за группами через зеркало одностороннего видения, собирая данные о том насколько группа организованна, как происходит взаимодействие её участник друг с другом, способы решения проблем или выполнения типовых тестов.

### Четвёртый этап: Исследование и анализ полученных результатов
В период с 1960 до самого момента своего ухода на пенсию в 1970-х Грейвс изучал различные исследование в данной области, чтобы разобраться в несостыковках некоторых данных своего эксперимента. Поскольку многие взрослые люди не посещали занятия по психологии Грейвса (так как это источник его данных), а некоторые культуры и страны не обучаются по западноевропейской системе, то на данном этапе анализировалась информация о том, могут ли взрослые люди подобных отличий соотноситься и вообще быть релевантными по отношению к собранным данным Грейвса.

## Развитие теории
Наблюдаемые и собранные данные экспериментов Грейвса, описанных выше, стали основой для создания эмерджентной циклической теории (Е-С)
Теория Грейвса подразумевала, что вследствие взаимодействия внешних условий с внутренней неврологической системой люди создают новые биопсихосоциальные средства защиты для решения существующих проблем и согласия с преображенным внутренним миром. Развитие данных защитных систем обеспечивается эволюцией человеческой культуры и индивидуальных особенностей, а также то, что они проявляются на разных уровнях от частного и социального до видового. Несмотря на то, что в теории существует конкретная последовательность стадий, вовсе не означает, что более поздние стадии по моральному превосходству «лучше». Скорее, каждый отдельный уровень существует для решения экзистенциальных проблем из-за которой он возник.
Грейвс в своей работе по теории Е-С отметил независимую систему уровней, данный факт отличает её от многих работ современников Грейвса, таких как, например, Абрахам Маслоу, который разрабатывал теорию о совершенном, доведенном до крайней степени превосходства состоянии человеческого развития. В зависимости от условий окружающей среды возможен как регресс, так и прогресс по уровням.

### Эмерджентный циклический двухвинтовой граф
Суть эмерджентной циклической теории шире чем известный ряд уровней существования, а Грейвс в свою очередь рассматривал уровни как не присущими свой теории элементами. Теория Е-С утверждает, что новые биопсихосоциальные защитные системы формируются у людей как реакция на взаимодействие внешних условий жизни или экзистенциальных проблем с внутренней нейробиологией . Именно это взаимодействие представляет собой цикл, который Грейвс соотнес с системами «самопроявления» и «самоподавления», что является основой всей теории. .
Грейвс обозначил экзистенциальные проблемы/ условия жизни буквами первой части латинского алфавита (A, B, C, D, E, F …), а эмерджентные защитные системы буквами второй половины (N, O, P, Q, R, S .. .). Каждая система возникает вследствие проявления соответствующей экзистенциальной проблемы. (N в ответ на A, O в ответ на B и т. д.) Цветовая маркировка, которая в большей степени присуща более поздним системам, основанным на теории Е-С, никогда не использовалась Грейвсом.
При объединении условий жизни с системами (AN, BO, CP, DQ, ER, FS …) возникает уровень существования. При таком раскладе, соответствующая нейронная система лучше всего подходит для решения конкретной экзистенциальной проблемы, которая существует в окружающей среде. Также возможны ситуации «несостыковки», когда человек в окружающей среде с проблемой уровня Е уже развил неврологическую систему Q, но ещё не достиг R. Личность данного типа скорее всего ощущает мир раздражающе и с опасением. С другой же стороны, если человек развит до уровня FS, но в его окружении преобладают проблемы уровня E, то он, скорее всего, разочаруется в мире, поскольку все вокруг него, как ему будет казаться, сосредоточены на «не правильных» проблемах и их решениях.
«Пройденные» системы возможно использовать даже тогда, когда развита новая, а уровень, на котором сконцентрирована личность может достигаться как вверх по винту, так и вниз. Человек, если сосредоточен на уровне ER и если чувствует потребность в бо́льшем общении и душевной сопричастности, может, при прочих условиях, достичь уровня FS или же регрессом достичь знакомого уже уровня DQ, который был пройден ранее. В большинстве случаев люди используют несколько систем, однако одна из них может преобладать.

### Гипотеза «Шесть из шести»
Положение GT, на протяжении большинства основных экспериментов Грейвса, являлось последним потенциально возможным. Только ближе к концу исследования у некоторых субъектов, у которых предварительно был определён уровень GT, был обнаружен переход к новому положению — HU. Новая редкая находка системы, которая была выявлена после 7 лет эксперимента, сподвигла Грейвса пересмотреть набор бессистемных состояний как бесконечную, беспредельную систему концепции существования.
Более того, Грейвс в своих работах отметил заметное сходство систем HU и BO, что заставило его пересмотреть результаты анализа GT и обнаружить, что она подобна AN. Исходя из этого, он выдвинул гипотезу о том, что существует шесть основных защитных систем: от AN до FS . За пределами уровня FS цикл повторяется, однако к нему добавляются новые нейробиологические системы с большим развитием базиса последующих уровней. Результат получается следующий: «Различные мотивационные структуры переосмысливаются в большем концептуальном контексте». Учитывая новую особенность, Грейвс изменил названия высших систем на обозначения с апострофом, GT переименовал в A’N', а HU в B’O'. Даже несмотря на то, что Грейвс считал свою гипотезу лишь гипотезой, он верил, что в ней необходимо данное уточнение.

### Условия, необходимые для продвижения
Основа теории Е-С заключается в процессе преображения, продвижения человека от одного уровня существования у другому. В рамках данной теории существуют шесть условий, необходимых для изменения:
1. Возможность такого изменения
2. Решения существующих проблем
3. Ощущение диссонанса (внутреннего разлада)
4. Озарение
5. Устранение барьеров
6. Желание измениться

На примере рассмотрим личность, которая ощущая себя на уровне ER, сталкивается с проблемами вида F, для решения которых необходим уровень FS. Возможность, потенциал, а также внутреннее желание человека и способность к принятию изменений — основа такого изменения. Для того, что иметь силу и энергию для решения новых проблем (уровень F), человек не должен иметь нерешенных проблем на его текущем уровне (уровень Е). Он, скорее всего, будет ощущать внутренний диссонанс, которых исходит из невозможности решить проблемы уровня F путями R. В определённый момент появится озарение, инсайт, который подскажет как система R разрушает его изнутри и как уровень S решит все проблемы. Любые внутренние или внешние барьеры, которые мешают трансформации должны быть устранены или преодолены, и уже когда личность достигнет уровня FS, ей понадобиться такая окружающая среда, которая будет поддерживать новое состояние до тех пор, пока человек полностью не адаптируется и не поймет как жить в системе FS.

## Уровни существования
Даже несмотря на то, что уровни являются наиболее известными элементами теории Е-С, Грейвс подчеркивал, что они имеют лишь теоретическую основу и мало чем соотносятся с реальностью, называя их «основой, отправной точкой, откуда начинается развитие и вариативность поведения человека». В отличие от акцента на ценностях, лежащей в основе Спиральной динамики, Грейвс сосредоточился на мотивах, которые, по его мнению, лежат в основе каждого изменённого уровня «проявления» и «подавления».
Информация в данной таблице взята из первых страниц описания каждого уровня в книге «Бесконечные поиски», если иное не указано в заголовке столбца или отдельной ячейке.
| Номер | 6-из-6 | Краткое описание                                                         | Направление     | Основа | Мотив | Экзистенциальная проблема | Неврологическая защитная система | Тип научения | Биоспецифика                                                                |
| ----- | ------ | ------------------------------------------------------------------------ | --------------- | --- | --- | --- | --- | --- | --------------------------------------------------------------------------- |
| AN    | AN     | Аутистическое, Автоматическое, Реактивное Существование                  | Самопроявление… | … на подобие животного поведения под управлением своих императивных регулярных физиологических потребностей | необходимо правильное снижение неудовлетворенных потребностей | A: Императивные регулярные физиологические потребности                                                                             | N: Обрабатывает лишь требуемую информацию, задействуется только при изменении интенсивности императивных потребностей, но не при их структурировании | привыкание | [не определён/ не известен]                                                 |
| BO    | BO     | Анимистическое, Племенное Существование                                  | Самоподавление… | … во имя традиций старших поколений или предков своего семейного древа | старшее поколение, потомки и их традиции определяют правильный стиль жизни                                                                                               | B: Безопасность, защищенность и уверенность в завтрашнем дне                                                                       | O: Обрабатывает неимперативную, временную информацию, связанную с физиологическими потребностями                                                     | По Павлову | [не определён/ не известен]                                                 |
| CP    | CP     | Эгоцентричное Существование                                              | Самопроявление… | … целью которой является полное игнорирование последствий, чтобы не испытывать чувство вины и стыда | я делаю все правильно | C: Скучная, однообразная жизнь с преобладанием мнения взрослых (чем я старше, тем я мудрее)                                        | P: Способствует сознанию себя и своих подлинных ощущений, способность испытывать стыд                                                                | оперантное или инструментальное | норадреналин > адреналин                                                    |
| DQ    | DQ     | Абсолютистское, Праведное, изначально основанное на морали Существование | Самоподавление… | … с целью вознесения в будущем | существует лишь один верный путь мышления, основанный на власти | D: Имущие против неимущих, праведное осознание себя и других, осознание смерти                                                     | Q: Способствует специфичному обучению, чувства вины, способности к благодарению, контролю эмоций и рациональному мышлению                            | обусловленное избегание | адреналин > норадреналин                                                    |
| ER    | ER     | Многообразное, Материалистическое Существование                          | Самопроявление… | … лишь для себя одного, но так, чтобы не причинить вред и не навлечь на себя гнев других людей | существует многообразие способов мышления, но один единственный верен | E: Мы живим лишь однажды, так почему, если это так, я не могу делать то, что захочу и в свою удовольствие?                         | R: Беспристрастное, объективное, гипотетико-дедуктивное, аморальное мышление                                                                         | научение ожиданием | [не определён/ не известен]                                                 |
| FS    | FS     | Социоцентрическое, Персоналистское, Социократическое Существование       | Самоподавление… | … моментом для того, чтобы получить одобрение других с целью получить все здесь и сейчас | существует огромное количество способов мышления, но все они основаны на мнениях, поддержанных сверстниками                                                              | F: Примирение с самим собой и другим, а также принятие одиночества                                                                 | S: истинное переживание внутренних, субъективных чувств человека                                                                                     | операционный процесс научения | [не определён/ не известен]                                                 |
| GT    | A’N'   | Системное, Когнитивное, Проблемо-ориентированное Существование           | Самопроявление… | … лишь для себя одного, но не за счет других и с пониманием того, что жизни других, а не только моей, имеют смысл | я иду своей дорогой, а ты своей; кроме того, я убежден, что мой путь верен, что нельзя сказать о твоем                                                                   | A' (G): Все живое находится под угрозой исчезновения: истощение природных ресурсов, перенаселение, излишняя индивидуализация людей | N' (T): уровень N с добавлением некоторых систем ячеек, в виде Y                                                                                     | основная задача преподавателя — обозначить проблемы, помочь осознать пути их решения, но не навязывать своего мнения и дать личность самой прийти к выводу и ответам на определённые вопросы | что-то, что связано с химическими элементами, подобными при ощущении страха |
| HU    | B’O'   | Интуитивное, основанное на Эмпиризме Существование                       | Самоподавление… | … с целью приспособиться к реалиям своего существования и принятие экзистенциональной дихотомии как факт и продолжать жить; принять мысль о том, что все это значит и приспособится к этому как к экзистенциальной реальности существования | ценить только то, что ощущается, будто это нужно ценить, а не то, что навязывают; недопущение вмешательства восприятия в противовес постоянно контролирующему восприятию | B' (H): Осознание того, как мало людей может узнать о бытие, а также того, что решение проблемы сути бытия не решит её             | O' (U): уровень O с добавлением некоторых систем ячеек, в виде Y                                                                                     | [не определён/ не известен] | повышенная электрическая активность кожи                                    |

## Подтверждение теории
Грейвс сравнил свою теорию о развитии взрослых людей с идеями многих выдающихся мыслителей своего времени и пришел к выводу, что большинство из них подобны ей, однако он отметил, что в иных концепциях, если сравнивать с концепцией Грейвса, есть некоторые пробелы, которые не охватывают весь спектр систем. В ходе длительного изучения работы Грейвса Николас Рейтер выяснил, что, излагая подобным образом, «Похоже, Грейвз в своей относительной изоляции убедил сам себя в некой научной поддержке, что естественно необходимого для того или иного взгляда и взгляд Грейвса здесь не исключение, даже несмотря на всю внешнюю привлекательность теории и иные достоинства». Однако, в своем обзоре «Бесконечных поисков» Аллан Комбс соглашается с тем, что теория Грейвса демонстрирует «большое сходство с тщательно изученными теориями стадий Лоуренса Кольберга (1981) и Кэрол Гиллиган (1993), а также Роберта Кегана (1994)» и других."
Грейвс также сравнивал изменённые версии своей теории с другими, в которых также использовались общепринятые способы измерения психологического состояния человека.

## Апробирование теории на отдельных людях
Грейвс отметил, что человек реагируют быстрее, когда речь идет об их собственных ценностных системах, чем о системах других людей. С учётом выше сказанного были проведены иные исследования, в которых проявлялись различия у людей в их неврологической реакции в пределах группового или индивидуального уровня. Дажн несмотря на то, что были проведены академические исследования по оценке наличия биопсихосоциальных защитных систем у человека, Грейвс в своих публикациях их не упоминал, Грейвс не публиковал никаких таких инструментов.

Он отметил:
Те, кто пытается разработать инструменты, основывает их на том, как человек думает, действует или верит, а это не может быть реальной основой оценки. Их основа это не то, что думает человек, а то как он думает, не то, что он делает или во что верит, а то как он это делает и как он в это верит. 
После смерти Грейвса исследователями в области Спиральной Динамики были проведены оценки, основанные на теории Е-С.
В то время как некоторые считали уровни Грейвса лишь «упрощенным инструментом категоризации», сам Грейвс отметил, что личность находящаяся на конкретном уровне, осознает себя на нем лишь на 50 %, в том время как остальные 25 % распределяются на уровни до и после. В своих исходных данных Грейвс обнаружил, что около 60 % от всех испытуемых осознавали себя в пределах своего уровня, остальные 40 % были разбросаны. Личность может жить на одном уровне дома, а на другом на работе или где-то ещё, а может измениться, чтобы расположиться на низшем, либо высшем уровни, как того требует среда.

## Критика
Первичный набор испытуемых Грейвса, на основе которого были получены уровни CP-B’O', в основном состоял из его студентов изучавших курс «Нормальной психологии», что вызвало опасение по поводу смещения выборки от идеальной репрезентативности и отсутствия разнообразных точек зрения. Однако в 1970-х Грейвс проводил исследования над заключенными, работниками фабрик и заводов, а также студентами иных вузов, тем не менее, факт сравнения данных с исходными или степень их влияния на теорию не задокументированы. Кроме того, уровни BO и AN являлись результатом исследования антропологической литературы и поэтому не подпадали под ту же методологию, по которой писалась сама теория.
Апробация результатов Грейвса практически невозможна, так как его исходные данные были потеряны ближе к концу его жизни, остались только сопоставленные результаты. Результаты Грейвса, представленные в его посмертном письме, подверглись критике как слишком не точные, чтобы подтвердить универсальность его выводов.
Сегодня с этической точки зрения подход Грейвса к использованию своих учеников в качестве испытуемых без их ведома сочли бы недопустимым.
Предположения Грейвса о природе нейробиологии в теории не имеют никаких прямых доказательств и нуждаются в подтверждении экспертами этой области.
В своем обзоре «Бесконечных поисков» Аллан Комбс отмечает, что время появления теории уровней, хотя и «подпадает под исследования в области истории сознания своего времени», но не подтверждены данными Грейвса, полученными из его исследований.
Несмотря на то, что некоторые виды Спиральной Динамики подвергались критике за их схожесть с идеологиями культов, сами же критики утверждали, что теория Грейвса к этому не имеет никакого отношения. Однако в исследовании работы Грейвса в июньском выпуске журнала Conscious Evolution за 2018 год Николас Рейтер связывает это явление с тем, что не все постулаты Грейвса были опубликованы при его жизни. Он отмечает, что идеи Грейвса «чаще цитируются, используются в разговоре или узнаются через третьих лиц, чем рассматриваются прямо и подвергаются сознательному принятию, опровержению или критике», и что, кроме того, «оставив свое наследие в не совсем законченной форме и вырастив последователей, которые развили его идеи, оставив их по существу бесспорными, [Грейвс], похоже, сумел оставить нам провокационную и важную теорию, избежав при этом дебатов о её достоинствах».

## Влияние
В своей основе теория Е-С оказала наибольшее влияние в сфере управления бизнесом после публикации на широкую аудиторию в журнале Harvard Business Review, однако Грейвс находился в поисках её размещения в одном из теоретически-ориентированных журналах по психологии, редакция которого могла бы заинтересоваться его работой. Многие исследователи проводили свои испытания вдохновляясь работами Грейвса даже при его жизни, а работы Грейвса по сей день продолжают цитироваться в журналах по темам, связанным с бизнесом: управление изменениями, кросс-культурный менеджмент , маркетинг , экономическая устойчивость, наем работников с ограниченными возможностями и неврология принятия решений. Более того, работы Грейвса были взяты за основу для написания некоторых неакадемических книг по бизнес-стратегиям и изменениям.
Кроме того, теория Грейвса применялась в сфере улучшения качества сферы образования.
Даже несмотря на то, что идеи Грейвса иногда упоминаются в академических работах по психологии , или цитируются такими психологами области развития как Джейн Лёвингер или Лоуренс Кольберг, они не привлекли широкое внимание деятелей психологических и философских кругов. Тем не менее, Грейвс не является ни полностью неизвестным, ни полностью отвергнутым психологом. Например, Лёвингер процитировала свои наблюдения об относительных уровнях развития менеджеров и сотрудников, защищая свою концепцию развития эго как «главную черту» в ответ на противоположное мнение о невротизме или сознательности, занимающих эту роль.
Ещё до публикации идеи о Спиральной динамике, Кен Уилбер, вдохновляясь работами Грейвса, составлял интегральную теорию вплоть до 1995 года. Когда же Спиральная динамика увидела свет, влияние данной теории стало гораздо заметнее, но уже ближе к 2000 году, однако теория Уилбера, по сравнению с идеей Грейвса, которая подразумевала гипотезу «Шесть из шести» с конкретными уровнями, претерпела некоторое последующее изменение: усечений количества стадий до двух.
Более того, теория Е-С, как первопричина идеи Спиральной динамики, легла в основу развития метамодернизма.